# محمد بوصخر
محمد بو صخر (من مواليد 15 يوليو 1968) هو لاعب جودو كويتي. مثل الكويت في دورة الألعاب الأولمبية الصيفية 1996، حيث كان من المقرر أن يتنافس في فئة الرجال 95 كجم. هُزم في إحدى الجولات الأولى على يد سيمير بيبك. كما شارك في بطولة العالم للجودو عامي 1995 و1997 ولم يفز بأي ميدالية.